# Argopistes
Argopistes es un género de escarabajos de la familia Chrysomelidae. En 1860 Motschulsky describió el género. Esta es la lista de especies que lo componen:
- Argopistes bicolor Medvedev, 1993
- Argopistes gourvesi Samuelson, 1979
- Argopistes udege Konstantinov in Lopatin & Konstantinov, 1994
- Argopistes variabilis Medvedev, 1996